# FIFA Manager 10
FIFA Manager 10 — гра з FIFA Manager «Electronic Arts» про клубний футбол, тобто гра, як і в минулі роки, розроблялася і видавалася «Electronic Arts» під брендом EA Sports. Офіційний реліз відбувся 30 жовтня 2009 року в США, але ще в кінці вересня деякі користувачі почали отримувати свої копії по зробленому заздалегідь замовленню. Демоверсії для PC з'явилися набагато раніше.

## Сприйняття
Відеогра отримала в цілому схвальні відгуки від оглядачів. Так, на вебсайті-агрегаторі «Metacritic» FIFA Manager 10 отримала середню оцінку 75 балів зі 100 можливих на основі 22 оглядів від оглядачів.